# 格蘭賈
格蘭賈是瑞士的城鎮，位於該國南部，由提契諾州負責管轄，面積.63平方公里，海拔高度320米，2011年人口479，八成人口信奉羅馬天主教，人口密度每平方公里760人。